# Dacope
Dacope è un sottodistretto (upazila) del Bangladesh situato nel distretto di Khulna, divisione di Khulna. Si estende su una superficie di 991,58 km² e conta una popolazione di 152.316 abitanti (dato censimento 2011).